# 1,1'-bi-2-naftol
1,1'-Bi-2-naftol (zkráceně BINOL) je organická sloučenina často používaná jako ligand při asymetrické syntéze katalyzované přechodnými kovy. Je chirální, jeho enantiomery se dají snadno oddělit a jsou odolné vůči racemizaci; jejich specifická rotace je ±35,5° (při jednotkové molární koncentraci v THF). BINOL je prekurzorem dalšího chirálního ligandu 2,2'-bis(difenylfosfino)-1,1'-binaftylu (BINAP).

## Příprava
Syntéza BINOLu není tak náročná jako příprava jednotlivých enantiomerů.
(S) BINOL může být získán přímo asymetrickým oxidačním párováním 2-naftolu s chloridem měďnatým. Chirálním ligandem je v tomto případě (S)-(+)-amfetamin.
Racemický BINOL lze rovněž připravit při použití chloridu železitého jako oxidačního činidla. Mechanismus této reakce zahrnuje komplexaci Fe3+ do hydroxylu následovanou radikálovou reakcí naftolových jader se současnou redukcí Fe3+ na Fe2+.
Opticky aktivní BINOL je také možné připravit z racemické směsi optickým rozlišením. V jedné metodě vytváří alkaloid N-benzylcinchonidiniumchlorid krystalickou inkluzní sloučeninu. Inkluzní sloučenina S-enantiomeru je na rozdíl od inkluzní sloučeniny D-enantiomeru rozpustná v acetonitrilu.
V další metodě reaguje BINOL s pentanoylchloridem za vzniku diesteru. Následně se přidá enzym cholesterolesteráza, který zhydrolyzuje (S)-diester, ovšem ne (S)-diester. V druhém kroku je (R)-dipentanoát hydrolyzován s methoxidem sodným. Při třetím způsobu se využívá vysokoúčinná kapalinová chromatografie s chirálními stacionárními fázemi.

## Deriváty BINOLu
Existuje mnoho derivátů BINOLu, jedním z nich je BINAP.
Aluminium-lithium-BINOL komplex („aluminium-lithium-bis(naftoxid)“, ALB) se připravuje reakcí BINOLu s hydridem lithno-hlinitým.
ALB se používá jako katalyzátor při asymetrické Michaelově reakci cyklohexenonu a dimethylmalonátu: